# Helena Goldt
 Helena Goldt  (gebürtig Helena Kolb; * 7. Februar 1985 in Dschambul,  Kasachische SSR) ist eine deutsche Sängerin und Kulturschaffende mit russlanddeutschen Wurzeln.

## Leben
Helena Goldt wurde 1985 als zweite von drei Töchtern des russlanddeutsches Ehepaares Valentina und Johann Kolb in Dschambul (jetzt Taras) im südlichen Kasachstan geboren. Goldts Großeltern waren Wolhyniendeutsche und Schwarzmeerdeutsche, die 1945 an den Ural deportiert worden waren. Im Jahr 1991 siedelte sie mit ihren Eltern und Schwestern nach Grünsfeld in Baden-Württemberg um. Ihr Vater arbeitet in Deutschland als Gabelstaplerfahrer. Ab 2005 studierte sie Gesang an der damaligen Musikhochschule Augsburg-Nürnberg, die sie 2011 als staatlich geprüfte Diplom-Opernsängerin verließ. 2011 zog Goldt nach Berlin, wo sie seitdem als freischaffende Künstlerin lebt.
2015 war Goldt Stipendiatin der Alfred-Toepfer-Stiftung F.V.S., 2019 und 2020 wirkte sie an der Seite von Schauspieler Sebastian Koch und der Sängerin Tamara Gwerdziteli an der internationalen Bühnenproduktion „The Night“, einem Holocaust-Gedenkkonzert als Uraufführung im Königsberger Dom und 2020 im Hannover Congress Centrum mit. Ihr erstes Album „Gefährlich nah“ nahm sie 2019 in Rom und Berlin auf, veröffentlichte es unter dem Hamburger Plattenlabel „Herzog Records“ und trat damit in Funk und Fernsehen auf.
Engagements als Sängerin sowie die regelmäßige Zusammenarbeit mit Orchestern brachten sie auf internationale Theater- und Philharmoniebühnen in Russland, Litauen, Moldawien, Südwestdeutsche Philharmonie Konstanz, an die Komische Oper Berlin, die Elbphilharmonie sowie das Deutsche SchauSpielHaus Hamburg und das GOP-Theater in Essen. 2021 wurde Goldt der Zukunft-Erbe-Preis verliehen.
Ihr Repertoire umfasst Klassik-Crossover, die Tonfilmschlager der 1920er Jahre und der Weimarer Zeit über europäischem Tango bis hin zu modernen selbstgeschriebenen Chansons wie „Ajajaj-Lebe lieber leidenschaftlich!“, „Turtel-Tarantino-Tango“, „Du bist eine Granate“ ihres aktuellen Albums „Gefährlich nah“.
Goldt engagiert sich seit 2012 für internationale Interessenvertretungen, Hilfsorganisationen und Kulturvereine der Deutschen aus Russland sowie für kulturpolitische Begegnungen der postsowjetischen Länder mit Deutschland.
Ihre Freundschaft mit dem Literaturkritiker Ijoma Mangold fand 2020 in dessen Buch Der innere Stammtisch ihren literarischen Niederschlag.